# エンスカイ ドラゴンボールカードシリーズ
エンスカイ ドラゴンボールカードシリーズは、アマダがアニメドラゴンボールシリーズをモチーフにして製作・販売したトレーディングカード。ゲーム性が盛り込まれていないシリーズも多い。2005年7月からは、「アマダ」表記だったそれまでの天田印刷加工に代わり、同じ「あまだグループ」のエンスカイが企画・販売を行っている。

## ドラゴンボールPPカードコレクション
1986年に発売された、くじ引きタイプの個別包装商品。プリズムカードやキラカードは無く、全て普通のカードだった。「ラッキーカード」を引けば、カードの4隅をシールで止めるノートのような「PPカードアルバム」を、その場で貰うことができた。

## ドラゴンボールカード
バンダイのカードダス ドラゴンボールシリーズ本弾における第1弾と絵柄やゲーム性などの仕様が同じカードで、カードダス本弾同様、プリズム6種類と通常36種類の計42種類が発売された。ただし、裏面は全く違う内容でキャラクター説明などが書かれており、プリズムカードのみ表面の背景が異なっている。

## ドラゴンボールPPカード
1995年まで発売された、バンダイのドラゴンボールカードダスと同じくらいの時期に発売されていたカード。ゲーム性も盛り込まれており、Z編がパート29までとスペシャル、GT編がパート3まで発売された。非売品まで含めた数は1485種類にのぼる。Z編はNo.1324まで製造されたが、同じナンバーで種類が違うカードも存在する。GT編ではナンバーがリセットされ、No.132まで製造された。プリズムカードのほかに、ゴールドカード、シルバーカード、エッチングカードなども用意されていた。基本的にはカードダス同様、1弾あたりプリズム6種類と通常36種類の計42種類だが、プリズムが多い弾や再版にだけ入っていたシルバーカードなど、種類が多い弾も存在する。
デザインは毎回違う場合が多く、基本デザインはパート7で固まった。パート1は、コメントが全てカタカナで、裏面にはサイヤ文字（スカウターに表示されていた暗号のような記号）の解読数字や解読文が記載されている。パート2と3はナンバーが四角、4弾、5弾はナンバーは楕円形になっている。パート7と10は、表の側面に「PP CARD PART 7」と表記され裏面にバーコード表記がある。パート11弾はパート10から番号の字体が変更。パート8は、POWERの部分がスクラッチになっている。パート9から11弾は、裏面が悟空やベジータの顔イラストが入っている。パート12は、裏面がそのカードのメインキャラクターになっている。パート23の裏面では過去に生産されたPPカードが紹介された。
PPカードは、販売形態が異なる2種類が存在していた。一つは、駄菓子屋や祭りの出店などで束になってぶら下げられ売られていたタイプ。混入されているものの他、束になった台紙の表紙にもプリズムカードが貼られていた。プリズムカードは、バンダイのカードダスと同じ仕様のシールタイプになっていた。もう一つは、おもちゃ屋やスーパーなどのフックトイコーナーでプラスチックで梱包され束で売られており、好きな絵を選んで買うことができた「ひくぞーくん」。こちらのプリズムカードは、バンダイのカードダスにおけるWプリズムの1枚目や、リバースプリズムのような仕様になっており、裏面もシールではない。 
またPPカードのP・P・SYSTEMを読み取るための「DRAGONBALL Z P・P・SYSTEMスカウター」という専用ケースも販売された。

### 限定カード
パート20プレミアムPPカード
20弾突破記念として、当たりが出たら貰えたカード。キャラクターなどのデザインが施された黒い台紙に入れられていた。それぞれNo.889とNo.890の番号が振られている。
マジカルカードシステム記念スペシャルゴールドカード
ブラックライトに反応する特殊インクで、キャラクターや隠れ効果などカードに様々なデザインが印刷されており、それを読み取る当時販売されていた専用おもちゃ「マジカルカードシステム」発売を記念して、当たりカード用に合計15000名分用意されていた、エッチング仕様の金色に輝く特製カード。それぞれNo.1274、No.1275、No.1276の番号が振られている。裏面は、エッチング仕様された銀色の線画がデザインされている。キャラクターなどのデザインが施された黒い台紙に入れられていた。当たりカードは、裏面に青と白で描かれた「マジカルカードシステム」マークがついているZ編パート27から29とGT編パート1のカードにおいて稀に混入しており、カードの上に「特製ゴールドカードあたり」の文字が大きく浮かぶようになっていた。

### 収納用品
ドラゴンボールZカードコレクション用アルバム
1989年に発売されたP.P.カード付きのカードアルバム。
ドラゴンボールZ PPカードコレクションケース
1991年に発売された、PPカードを最大200枚収納可能なVHSビデオテープケースそっくりなケース。中には、PPカードがぴったり入るサイズになった、薄手のプラスチック製ケースが入っている。全6種類ある中のオリジナルホロカード1枚に加え、通常のPPカード12枚が付属していた。
ドラゴンボールZ ザ・デラックスカードバッグ
1991年に発売された。青色でドラゴンボールZのロゴがあしらわれた灰色のバッグ。両面にそれぞれ、悟空とフリーザが描かれた黒い箱に入れられ販売されていた。バッグの中には、PPカード約1弾分の42枚が入るようなケースが12個と、そのケースに貼るシールが12枚、蛇腹式の簡易カードファイル1個が入っている。また、バッグの内側には、カード収納用ポケットも付いている。全6種類ある中のオリジナルレーザーカードが1枚が付属している。
DX HARDCASE DRAGON BALL Z
1994年に販売されたカード収納ハードケース。PPカード2枚、ホロカード1枚、カードリスト1冊がセットになっていた。
DRAGON BALL GT HARD CASE
1996年に販売されたカード収納ハードケース。ワンタッチでカードを出せるレバー付きになっていた。ドラゴンボールGT PPカードパート1のカード5枚がセットになっていた。
DRAGON BALL GT DX PP CARD SET
1996年に販売された、ドラゴンボールGT PPカードパート1のカード40枚、プリズムカード4枚、カードケース、ミニアルバムのセット。

## DRAGON BALL Z SUPER BARCODE WARS BATTLE CARD
1992年に全42種類が発売されたバンダイのスーパーバーコードウォーズに対応したバーコード付きカード。バンダイのスーパーバーコードウォーズ対応カードダスとは異なり、表面は、背景がプリズムになったキャラクターの絵柄が描かれている。その上部にキャラクターの解説文、左下には赤でHP、緑でAP、黄色でDR、青でSRが棒グラフで表記され、その上に総合した数値が表記されている。裏面は白黒になっており、上下にバーコード、左にキャラクターの解説が書かれている。

## ドラゴンボールZヒーローコレクション
1994年から1995年にかけ、シリーズ4まで発売された。1パック10枚入り。各弾にはそれぞれ、プリズムカードが12種類混入しており、第2弾以降は通常カードが144種類から72種類に減って、メタルカードが16種類混入していた。第3弾以降はダブルゴールドレーザーカードが3種類も加わっている。英文がレイアウトされたデザインになっており、各弾ともデザインのレイアウトが異なったもになっている。また、プリズムカードの絵は、第3弾がPPカードパート26、第4弾がPPカードパート28と同じものになっており、3弾以降は特製アルバムが当たるプレゼントカードも含まれていた。 
裏面については、1弾はZ戦士全激闘記と天下一○×教育委員会クイズ、2弾はストーリーガイド、3弾はストーリーデータやクイズ、4弾はストーリーデータやクイズが書かれていた。
北米でも、天田印刷工業の海外における子会社にあたるARTBOX」が発売元となり、パート1が2000年、パート2が2001年に発売されている。パッケージ袋のデザインもアマダの表記以外は国内版とほとんどと同じで、カードも日本語表記になっている。プリズムの形状は、国内版の光が角ばった「角プリ」ではなく、丸みを帯びた光の「丸プリ」になっている。パート2は、国内版にあった16種類のメタルカードと、3種類のダブルゴールドレーザーカードは除いた全84種類で発売された。

### 収納用品
特製アルバム
極稀に入っている「あたり」カードを天田印刷加工本社に送ることで貰えた。合皮風のエンボス加工が施され水色をしたビニール製の表面に、金色の箔押しプリントが施されている薄めのファイル。時期によりデザインが異なっている。中は3ポケットの細長いリフィルが、左右合計16シート並ぶ作りになっている。

## ドラゴンボールZ超決戦カード
1990年に全51種類発売されたゲーム性のあるミニカード。キャラクターカード33枚、ペアカード14枚、スペシャルカード3枚、ドラゴンカード1枚の構成となっている。

## ドラゴンボールZテレビパッチンカード
1992年に発売された、側面に4つ穴が開いている全48種類のカード。4つ穴式のカードファイルになっていて、テレビパッチンカードをファイルできる「ドラゴンボールZコレクションファイル」も発売された。

## DRAGON BALL Zフィルムコレクション
1994年に発売された、フィルムを厚めの台紙に挟んだカード。くじ引きタイプと5枚セット売りという、販売形態が異なる2種類が存在していた。専用のケースも販売されていた。

## DRAGON BALL Zチェンジングカード
1994年に販売された角度によって絵柄が変わるミニカード。アマダ 全45種類。2004年にも同名の商品が、1パック4枚入りの1BOX12パック入りで販売された。

## DRAGON BALL復刻保存版
全42種類。アニメ無印シリーズのカード。スペシャルカードは描き起こしイラストのカード。

## トレーディングコレクション

### ドラゴンボールGTトレーディングコレクション
1996年に北米で販売された。パックやカードの解説は日本語表記。全101種類。一般カード90種類、レーザーカード（プリズム）11種類。裏面もカラーイラストでのキャラクター紹介がある。全種類のカードにメッキ加工がされたものも販売された。

### ドラゴンボールZトレーディングコレクション
2003年3月から2004年6月までにパート5まで発売された。1パック10枚入りの1BOX15パック入り。通常カード98種類、プリズムレーザーカード12種類、付属のシール8種類、3Dホログラムカード4種類を含む全144種類のカードとして1995年に北米にて発売された同名のシリーズを日本向けに販売したもの。ちなみに北米版は、当たりが出ると3Dホログラムカード4枚セットが貰えた。スペシャルカード以外はカードの絵柄が共通している。
パート1から4まで背景がホログラムになっている新規描き起こしイラストのスペシャルカードが9種類含まれており、パート2までは通常カード45種類だったがパート3以降は90種類に増えている。パート5では新たにホロ素材のレアキャラカード5種類と過去のシリーズでパッケージにのみ使用していたイラストなども収録したホロ素材の描き起こしイラストパッケージカード4種類も加わった。

### ドラゴンボール トレーディングコレクション
2006年に発売された、アニメの無印を題材にして1996年に北米で販売されたカードの日本向け版。全1弾。1パック10枚入り。全54種類で背景がホログラムになっている新規描き起こしイラストのスペシャルカードが9種類含まれていた。

### ドラゴンボール改キラキラトレーディングコレクション
2009年6月に第1弾が、2009年9月に第2弾が発売された。各30種類。1パック4枚、1BOX20パック入り。全てプリズムシート状に半透明でベタ印刷されたキラキラカード仕様となっている。

## ドラゴンボールZカードコレクション
2006年までに第4弾まで発売された。くじ引きタイプの商品として6枚入りの袋が10束になり販売されていた。通常カードは45種類。第2弾までは9種類だったプリズム仕様のスペシャルカードは第3弾以降18種類になった。

## ドラゴンボールZスキルカードコレクション
2006年4月から2007年3月まで発売された技にスポットを当てたカード。全45種類でレアホイルカードが9種類含まれていた。1パック4枚入り。第1弾、第2弾に加え、全カード書き下ろしのレアホイルカード仕様となっているスキルカードコレクションマキシマムまで発売された。

## コレクションカードガム

### ドラゴンボールZコレクションカードガム
2005年10月から2006年11月までに第4弾まで発売された。2007年5月には「SE（スペシャルエディション）」、2007年10月から2009年3月まではエヴォリューションが第4弾まで発売された。
第1弾から第4弾までは1パック中、通常カード2枚と特別なカード1枚が入った1パック3枚入りで販売された。どの弾も通常カードは45種類。第2弾までは9種類含まれていたスペシャルカードは、第3弾には18種類に増え、第4弾はスペシャルカードが15種類、超戦士カード4種類となった。第2弾は2枚1組で完成するパノラマカードも含まれていた。
SEは全カード特殊加工のキラ素材となり、通常カード36種類、レアカード9種類、超レアカード4種類の構成となっている。1パック2枚入り、1BOX12個入りで1BOX10個入りで発売され、旧版「トレーディングコレクション」シリーズの描き起こしイラストや新規描き起こしイラストを用いた、全点描き起こしイラストのカードとなっていた。
エヴォリューションは、全種類に箔押しが施され、新規描き起こしイラストを使用したカード。カードのイラストは24種類あり、同じイラストで金箔、銀箔の2パターンあるため全48種となっている。1パック2枚入り。第1弾は1BOX10個入り、第2弾からは1BOX12個入りで発売された。

### ドラゴンボールGTコレクションカードガム
2006年10月から2007年03月までの間、第2弾まで発売された。1パックカード3枚入りの、1BOX12個入りで発売された。通常カードは45種類。箔押し仕様で新規描き起こしイラストのスペシャルカードが第1弾は10種類、第2弾は9種類含まれていた。

### ドラゴンボール改コレクションカードガム
2009年7月から2010年5月までの間、第4弾まで発売された。全てのカードに描き起こしイラストを使用している。第3弾までが全24種類に箔が施された仕様になっており、第4弾は全18種類に波模様のプリズムシートの上に半透明でキャラクターが印刷された、擬似キラキラ加工のカードとなっている。1パック2枚入りの、1BOX20個入り。

## ジャンボ、ミニ、丸型

### ドラゴンボールDEKA-PPカード
ジャンボカードダスと同じくらいのA5サイズのPPカード。PPカード同様、通常カードのほかプリズムカードもある。金色の悟空がデザインされた黒い専用ケースも販売され、通常カード54枚と、プリズムカード2枚が同梱されていた。

### ドラゴンボール デラックスカード
1987年から発売された、バンダイのジャンボカードダスと同じくらいのA5サイズカードシリーズ。全25種類。封筒の中に1枚入れられた形で販売された。1BOX20枚入り。表面はカードいっぱいに画像が印刷されていた。裏面は2色刷りになっており、20枚中5枚のカードにはB5サイズのデラックスなカードが貰える「アタリ!」という印刷が入っていた。

### ドラゴンボールZデラックスカード
1989年から1992年に発売された、A5サイズのカードシリーズ。全25種類。枠組みにはデザインが施されるようになった。「大逆転カード」など、カードゲームとして遊べる要素も取り入れられている。「アタリ!」が書かれたカードでは、暗闇で光る蓄光塗料印刷のカードを、後期の弾ではプリズムカードを貰うことができた。

### ドラゴンボールZメタルカード
1991年頃に発売された、大きさがPPカードの半分で、バンダイのカードダスハーフと同じくらいのカード。構成は、キラカードの5種類を加えた全55種類。表面と裏面共がアルミの筋板のような光沢を放つ素材で作られているため、通常カードも輝いている。

### ドラゴンボールZ Qカード
丸型をしたカード。メタリック柄カードのほか、通常カードにもメタリックな処理が施されている。引きくじ。専用ケースもある。